# Петриашвили, Гурам Амбросиевич
Гура́м Амбросиевич (Абро́симович) Петриашви́ли (груз. გურამ აბროსიმის ძე პეტრიაშვილი; 8 марта 1941, Зестафони, Грузинская ССР, СССР — 18 февраля 2002, Тбилиси, Грузия) — советский и грузинский футболист. Защитник тбилисского «Динамо». Мастер спорта СССР (1962).

## Биография
Воспитанник юношеской команды «Металлург» (Зестафони). В 1957-60 играл в клубной команде «Металлурга».
С 1961 — в составе «Динамо» (Тбилиси). С июля 1965 и до конца года — в «Торпедо» (Кутаиси). Затем вернулся в Тбилиси, где играл вплоть до 1973.
В высшей лиге провел 281 игру, забил 13 мячей. В еврокубках — две игры.
В 2002 году погиб в автомобильной аварии. Его сын Давид Петриашвили 21 декабря 2015 года также погиб в ДТП после того как его сбила с полицейская машина.

## Достижения
- Чемпион СССР: 1964
- Бронзовый призёр чемпионата СССР: 1967, 1969, 1971 и 1972